# Hercules Mulligan
Hercules Mulligan (25 de septiembre de 1740 – 4 de marzo de 1825) fue un sastre y espía durante la Guerra Revolucionaria de Estados Unidos.

## Primeros años
Nacido en Irlanda, inmigró a Estados Unidos en 1746 junto a sus padres, los cuales se establecieron en Nueva York. Mulligan transcurrió sus años académicos en la actual Universidad de Columbia. Después de graduarse, Mulligan trabajó como empleado para el negocio de contabilidad de su padre. Más tarde, abriría una sastrería y una mercería, la cual proveía a los oficiales de La Corona Británica.
El 27 de octubre de 1773, Mulligan, un episcopal, contrajo matrimonio con Elizabeth Sanders en la Iglesia Trinidad Sanders era la sobrina del almirante Charles Sanders de la Marina Real Británica. La pareja tuvo ocho niños; cinco hijas y tres hijos.
Mulligan conoció a Alexander Hamilton poco después de que el mismo llegara a Nueva York. Mulligan ayudó Hamilton a matricularse en la Elizabeth Town Academy en Nueva Jersey, y más tarde, la Universidad de New Jersey en Princeton (actual Universidad de Princeton). Después de que Hamilton se matriculara en la Universidad de Columbia, vivió con Mulligan en la ciudad de Nueva York. Mulligan tuvo un gran impacto en la inclinación de Hamilton por la revolución.

## Implicación en la Revolución americana
En 1765, Mulligan fue uno de los primeros colonizadores en ingresar a los Hijos de la libertad, una sociedad secreta formada para proteger los derechos de los colonizadores y para luchar contra los impuestos británicos. También ayudó a atacar a los soldados británicos en la Batalla de Golden Hill. Fue miembro del Comité de Correspondencia de Nueva York, un grupo que se reunía en oposición de los británicos a través de comunicados escritos. En agosto de 1775, él y los Corsicans, una compañía de milicia voluntaria de Nueva York, bajo fuego en HMS Asia, exitosamente allanaron cuatro cañones británicos en Battery Park. En 1776, Mulligan y los Hijos de la libertad derribaron una estatua del Rey Jorge III en Bowling Green, fundiendo plomo en el centro para lanzar balas contra los británicos. Mulligan continuó luchando por la libertad siguiendo la Declaración de Independencia.
Mientras estaba con la familia Mulligan, Alexander Hamilton llegó a compartir opiniones de Mulligan. Inicialmente al lado de los británicos antes de venir a Nueva York, Hamilton fue persuadido para cambiar sus opiniones e ingresara los Hijos de la libertad. Como resultado, Hamilton escribió un ensayo en 1775 a favor de independencia. Cuando George Washington le habló de su necesidad de información fiable de dentro de la ciudad de Nueva York en 1776, tras la expulsión del Ejército Continental, Hamilton recomendó a 
Hercules Mulligan, debido a su posición como sastre de oficiales y soldados británicos.
Esto probó ser increíblemente fructuoso, con Mulligan salvando la vida de Washington en dos ocasiones. La primera, cuando un oficial británico, quien pidió un cobertor de reloj tarde un anochecer, contó a Mulligan de sus planes: "antes de otro día, tendremos al general rebelde en nuestras manos." Mulligan informó a Washington rápidamente, quien cambió sus planes y evitó su captura.
El esclavo de Mulligan, Cato, era un Patriota Negro, y sirvió como espía junto con Mulligan, adoptando a menudo la función de mensajero, en parte a través del territorio británico, por explotar su estatus como esclavo, dejándolo pasar a la inteligencia del Ejército Continental sin detenerse.

## Después de la guerra Revolucionaria
Mulligan estuvo despejado de sospechas de posibles simpatías leales cuando George Washington estuvo desayunando con él el día después de que los británicos evacuaran la ciudad de Nueva York, lo que Washington entendió como el final de la guerra.
No se sabe qué pasó con Cato, el esclavo de Mulligan. Aun así, el 25 de enero de 1785, Mulligan se convirtió en uno de los 19 miembros fundadores, junto con Alexander Hamilton y John Jay, de la Sociedad de Manumisión de Nueva York, una temprana organización americana fundada para promover la abolición (o manumisión) de la esclavitud.
Después de la Revolución, el negocio de sastrería de Mulligan prosperó. Se retiró en 1820 y murió en 1825, a la edad de 84 años. Mulligan fue enterrado en el sepulcro Sanders, detrás de Trinity Church. Cuando la iglesia fue ampliada, el sepulcro Sanders se cubrió. Hoy en día, hay una lápida situada en el cuadrante suroeste del cementerio que lleva el nombre de Mulligan.

## En la cultura popular
En 2015, en el musical de Hamilton en Broadway , Mulligan estuvo retratado por el actor Okieriete Onaodowan, que también interpretó a James Madison. Mulligan aparece en el primer acto como amigo de Alexander Hamilton, John Laurens, y el marqués de Lafayette, trabajando como aprendiz de sastre y posteriormente como soldado y espía en la Revolución americana.